# Schron w Małym Reglu
Schron w Małym Reglu – jaskinia, a właściwie schronisko, w Dolinie Kościeliskiej w Tatrach Zachodnich. Znajduje się w zachodnim zboczu Małego Regla, poniżej Niżniego Stanikowego Siodła, na wysokości 1039 metrów n.p.m. Jaskinia jest pozioma, a jej długość wynosi 4,5 metrów.

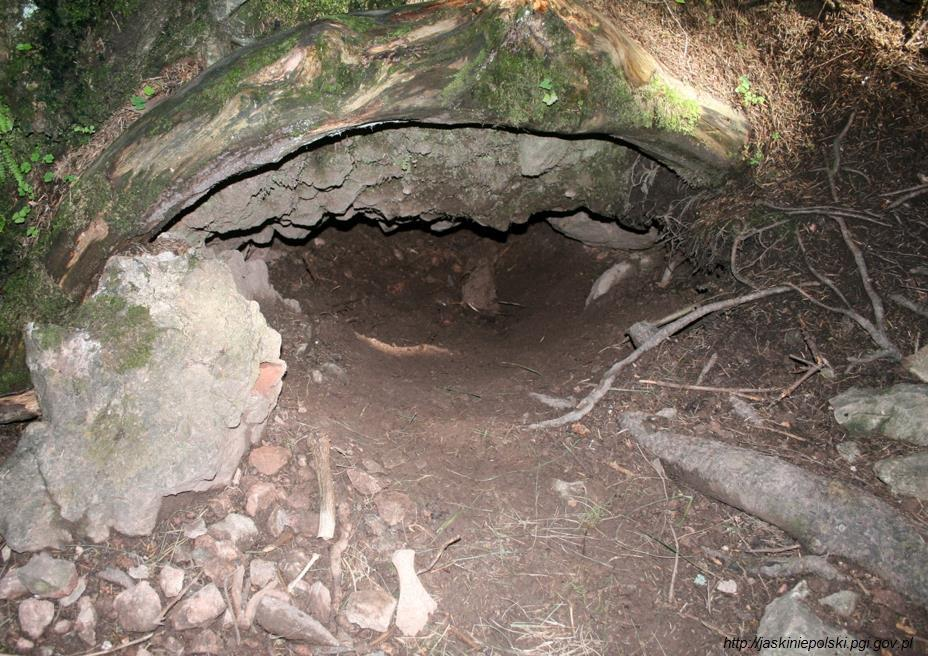
Otwór jaskini

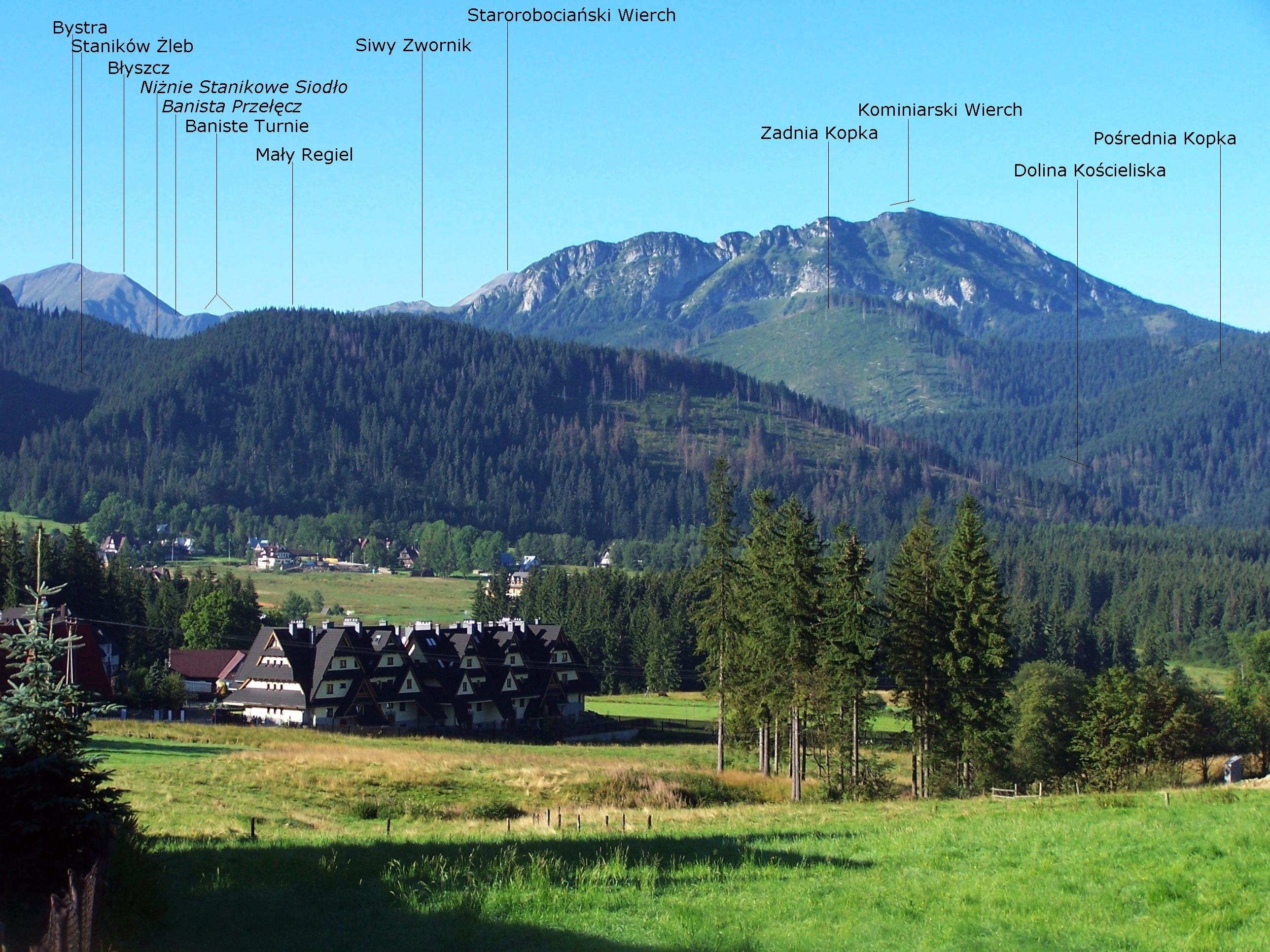
Na lewo Niżnie Stanikowe Siodło

## Opis jaskini
Jaskinię tworzy bardzo niska, szeroka salka, która na końcu tworzy dwie, również niskie, odnogi. Do salki prowadzi niski i szeroki otwór wejściowy, w którym leży duża wanta.

## Przyroda
W jaskini można spotkać mleko wapienne. Na ścianach występują glony i wątrobowce.

## Historia odkryć
Jaskinia była znana od dawna. Pierwszy jej plan sporządził M. Gradziński przy pomocy B. Michalskiej i S. Zagórskiego w 1994 roku. Później otwór został częściowo zasypany przez obryw skał nad nim. Ostatni plan i opis, po odgruzowaniu otworu, sporządziła Izabella Luty w 2013 roku.